# Vĩnh Hòa (Bình Dương)
Vĩnh Hòa is een xã in huyện Phú Giáo, een district in de Vietnamese provincie Bình Dương.
Vĩnh Hòa ligt ten zuidwesten van Phước Vĩnh, de hoofdplaats van het district. Phước Sang ligt in het zuiden van het district. Vĩnh Hòa ligt op de noordelijke oever van de Sông Bé.